# 보성역

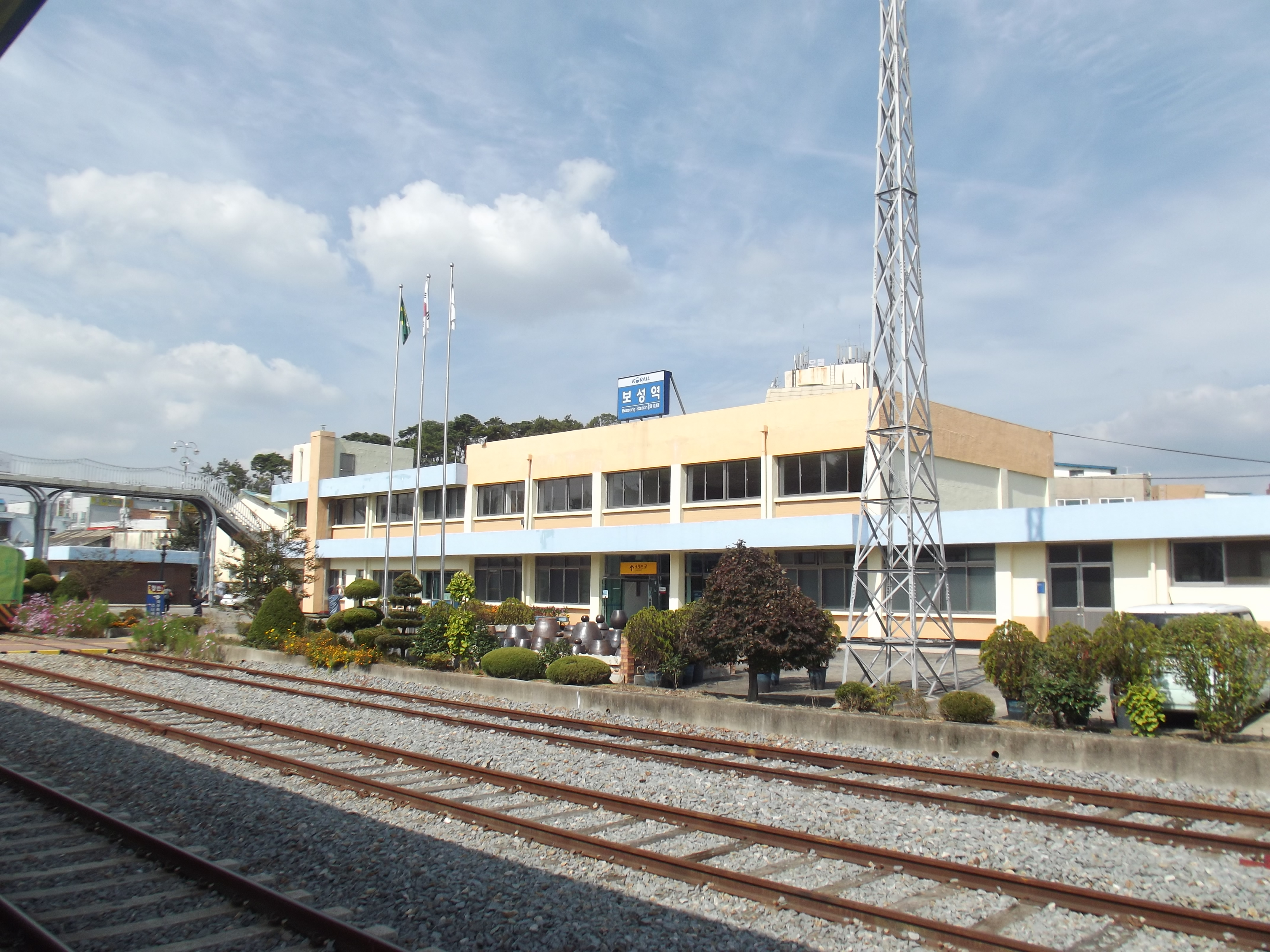
보성역

보성역(Boseong station, 寶城驛)은 대한민국 전라남도 보성군 보성읍 보성리에 있는 경전선의 철도역이다. 현재 무궁화호, 남도해양열차가 정차하며 역무실에서 한국철도 100주년 기념 스탬프를 날인할 수 있다. 2025년 8월에는 목포보성선의 신보성역이 개업 예정이며, 경전선 전선 복선전철화에 맞춰 역기능은 이쪽으로 전면 이전할 예정이다. 역 구내에는 증기기관차가 운행하던 시절에 쓰던 급수탑이 있는데, 한국철도공사 선정 준철도기념물로 지정되었다.

## 연혁
- 1930년 12월 25일 : 보통역으로 영업 개시[1]
- 1976년 1월 21일 : 민수용 무연탄도착취급역 지정[2]
- 1979년 6월 22일 : 역사 신축 착공
- 1979년 11월 20일 : 역사 신축 준공
- 2006년 5월 1일 : 소화물 취급 중지
- 2006년 7월 : 한국철도공사 지사제 실시로 그룹대표역으로 지정
- 2009년 9월 : 보통역으로 격하
- 2009년 10월 31일 : 화물취급 중지[3]
- 2013년 9월 27일 : 남도해양열차 정차 개시

## 승강장과 배선
1면 2선의 섬식 승강장으로, 역사와 마주보는 쪽이 1번, 바깥쪽이 2번이다. 그러나 운행되는 열차 수가 적어서 2번 승강장만 양방향 공용으로 사용되고 있다. 2012년 11월 1일의 시간표 개정 전에는 여객열차끼리의 교행을 목적으로 1번 승강장도 사용되었다. 역 구내에 승강장이 없는 측선이 여럿 있고, 화물 승강장도 있지만 가끔씩만 사용된다.

### 승강장
| ↑ 명봉  |
| ２１ \| |
| 득량 ↓  |

| 1 | 경전선 | 서광주·부산 방면 |
| 2 | 경전선 | 서광주·부산 방면 |

## 사진

역사 전면
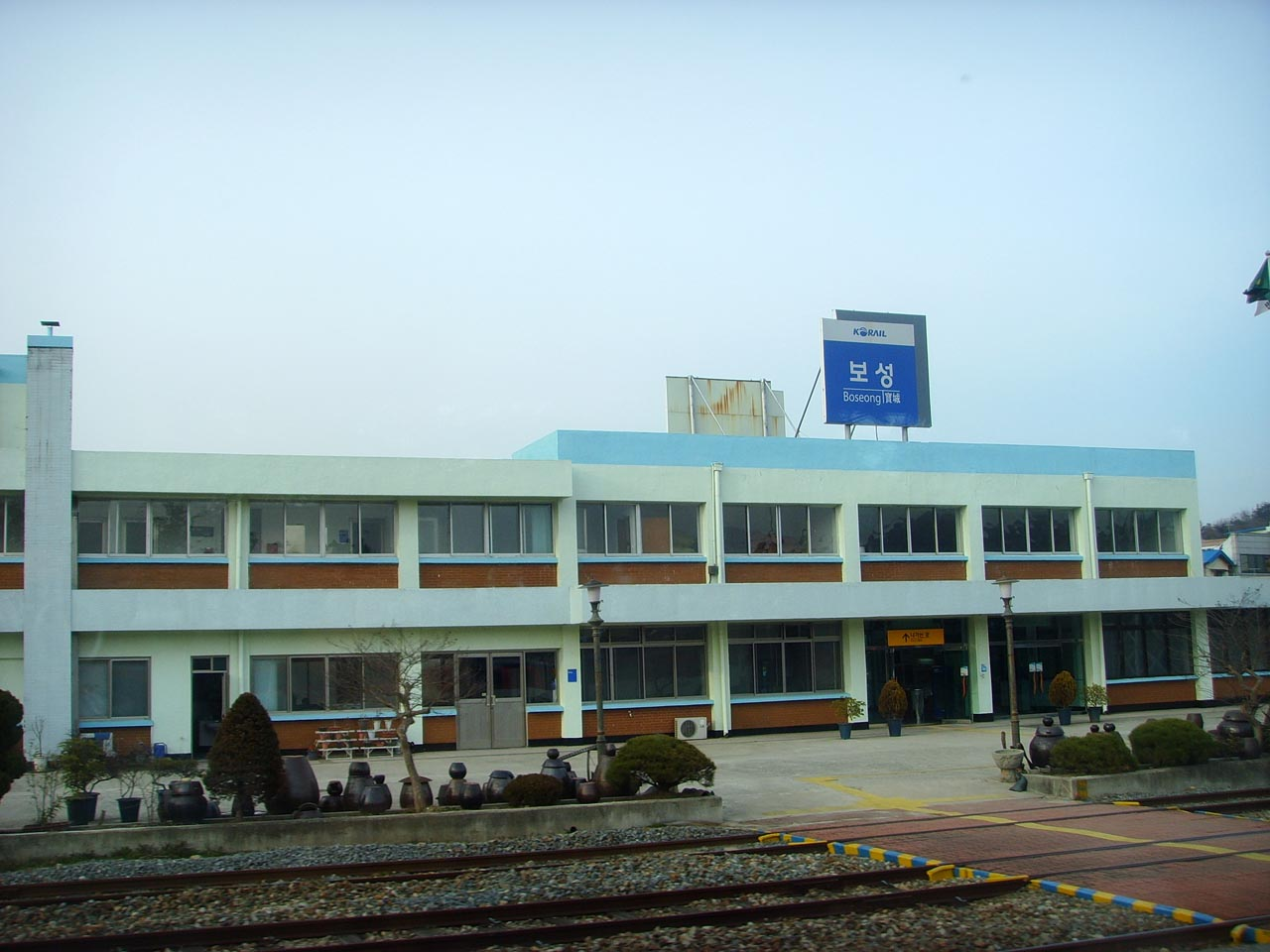
역사 후면
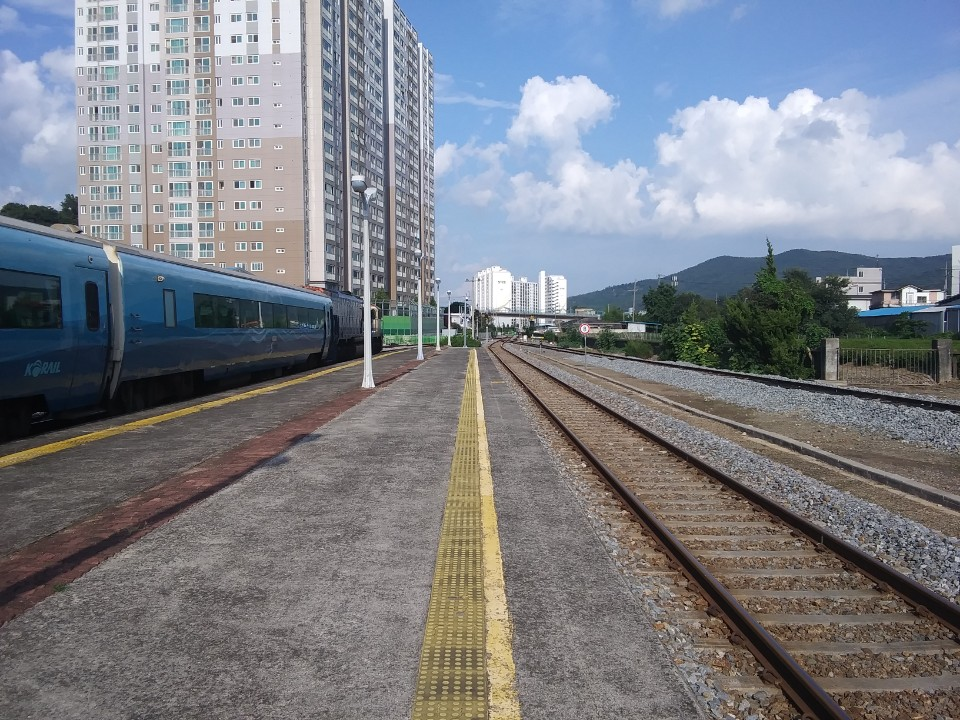
순천 방향
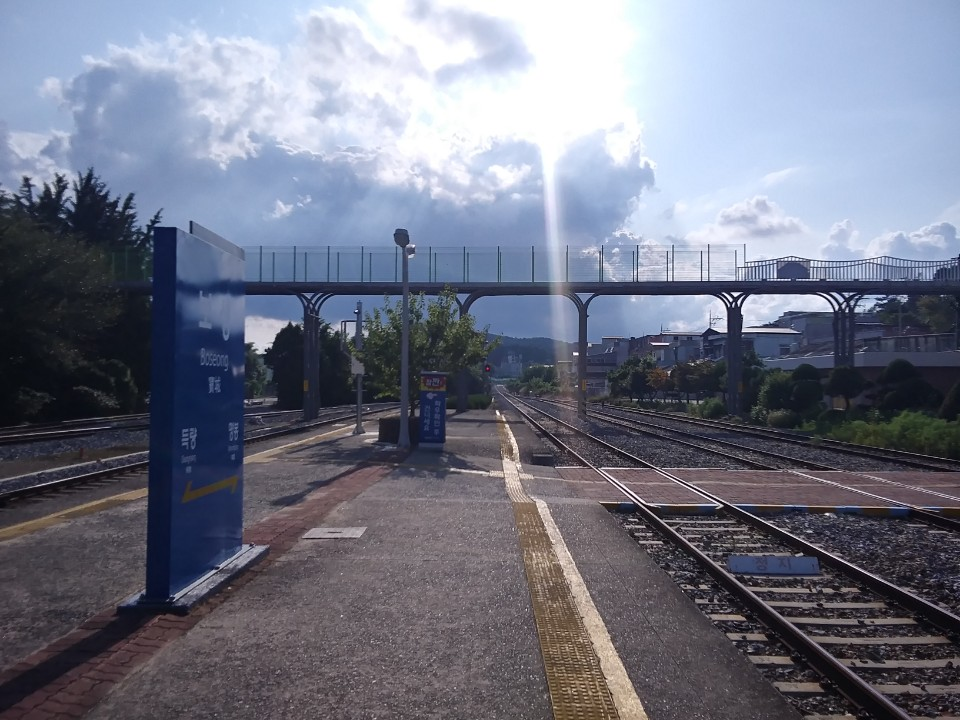
광주 방향
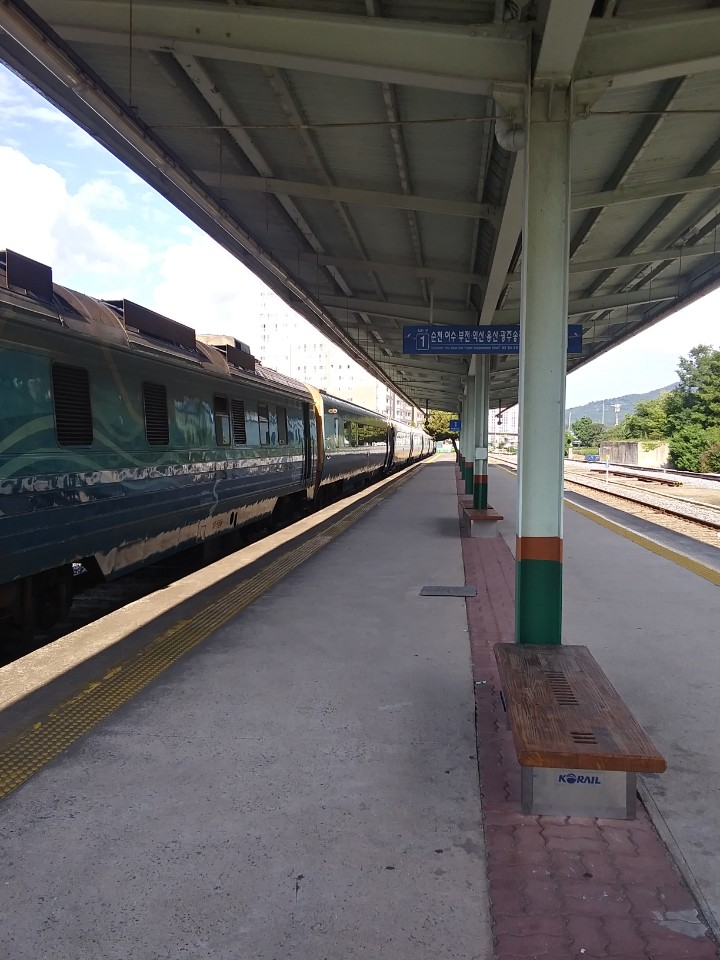
보성역에 정차한 남도해양열차

## 인접한 역
| 경전선         | 경전선          | 경전선             |
| -------------- | --------------- | ------------------ |
| 득량 부전 방면 | 무궁화호 경전선 | 명봉 목포 방면     |
| 득량 부산 방면 | 남도해양열차    | 명봉 광주송정 방면 |

## 미래
목포보성선이 개통하면 현위치의 900 m 남쪽에 신보성역이 영업하게 되며, 광주송정-순천 전철화 시 현재의 역을 신역으로 통합할 예정이다. 기존 경전선 선로를 신역으로 이설하려면 600억 원이 들어서 안 하기로 했다고 한다.